# كيلب سوانيجان
كيلب سيلفستر سوانيجان (18 أبريل 1997-20 يونيو 2022)، لاعب كرة سلة أمريكي محترف في الرابطة الوطنية لكرة السلة (NBA). لعب كرة السلة الجامعية لصالح فريق بويلر ميكرز للرجال. صنف ضمن أفضل لاعبي المدارس الإعدادية في الفئة الوطنية لعام 2015 من قبل موقع Rivals.com وScout.com وشبكة إي إس بي إن. أكمل موسمه الأخير في العام الدراسي 2014-2015 في مدرسة هومستيد الثانوية في فورت واين، إنديانا، التي فازت بأول بطولة ولاية في تاريخ المدرسة. أطلق عليه لقب سيد كرة السلة في إنديانا.
تعهد سوانيجان في البداية باللعب لصالح جامعة ولاية ميشيغان لكنه تراجع عن هذا القرار لاحقًا واختار اللعب مع فريق جامعة بيردو. خلال الفترة التي قضاها في بوردو، حصل على لقب Big Ten Freshman of the Week ثلاث مرات، مسجلاً رقمًا قياسيًا للجامعة. بالإضافة إلى ذلك، حصل على مكان في فريق Big Ten All-Freshman وحصل على جائزة طالب الأسبوع الوطنية. أنهى سوانيجان الموسم برصيد بلغ 10.2 نقطة في المباراة الواحدة و 8.3 كرة مرتدة في المباراة الواحدة.

## وفاته
بعد رحيله عن الدوري الاميركي للمحترفين، اتُهم سوانيجان بجنحة حيازة المخدرات في عام 2021. انتشرت صورة له في ذلك الوقت تقريبًا وأظهرت أن وزنه قد زاد كثيرًا. حظيت الصورة ودفاع داميان ليلارد عن سوانيجان ضد الانتقادات عبر الإنترنت بتغطية إعلامية كبيرة.
في 20 يونيو 2022، توفي سوانيجان في مستشفى فورت واين بولاية إنديانا عن عمر يناهز 25 عامًا. أفاد مكتب الطبيب الشرعي في مقاطعة ألين أن سوانيجان "توفي لأسباب طبيعية".